# Itatiaiastekelstaart
De Itatiaiastekelstaart (Asthenes moreirae; synoniem: Oreophylax moreirae) is een zangvogel uit de familie der ovenvogels (Furnariidae).

## Vondst en naamgeving
Het holotype is in de Braziliaanse stad Itatiaia verzameld. Op basis van het holotype beschreef de Braziliaanse natuurwetenschapper Alípio de Miranda-Ribeiro in 1906 het typesoort Oreophylax moreirae. Hij noemde de soort Oreophylax moreirae ter ere van de Braziliaanse zoöloog Carlos Moreira die het holotype verzamelde.

## Kenmerken
De Itatiaiastekelstaart is een kleine vogel van circa 19 centimeter. De vogel heeft een donkerbruine bovenzijde en een grijsbruine onderzijde. De bovensnavel is zwart en de ogen zijn donker. Verder wordt deze vogel gekenmerkt door een lange horizontale stekelstaart.

## Verspreiding en leefgebied
Deze vogel is een endemisch in Brazilië en komt enkel voor in de zuidoostelijke staten Rio de Janeiro, Espírito Santo en Minas Gerais. De natuurlijke habitats zijn subtropische of tropische hooggelegen struikgewas en subtropische of tropische hooggelegen grasland op een hoogte van tussen de 1850 en 2800 meter boven zeeniveau.

## Status
De grootte van de populatie is niet gekwantificeerd, maar door habitatverlies zijn trends in populatie-aantallen vermoedelijk dalend. Om deze redenen staat de Itatiaiastekelstaart als niet bedreigd op de Rode Lijst van de IUCN.